# Accademia Nazionale delle Scienze
Die Accademia Nazionale delle Scienze (Accademia Nazionale delle Scienze detta dei XL) wurde 1782 als Società Italiana und naturwissenschaftliche Akademie für ganz Italien in Verona gegründet.
Gründer war der Mathematiker und Wasserbau-Ingenieur Antonio Maria Lorgna (1735–1796) und zu den Gründungsmitgliedern zählten Alessandro Volta, Lazzaro Spallanzani und Ruggero Boscovich (und auch bald darauf Joseph-Louis Lagrange). Da die Mitgliederzahl auf 40 begrenzt war, wurde sie Accademia dei XL oder Accademia dei quaranta genannt (XL ist die lateinische Bezeichnung für 40). 1782 erschien auch der erste Band ihrer Abhandlungen (Memorie, später Rendiconti), seit 1979 aufgeteilt in eine mathematische und eine physikalisch-naturwissenschaftliche Reihe.
Die Akademie steht unter der Patronage des Präsidenten der italienischen Republik und fördert die Forschung in Mathematik und Naturwissenschaften sowie Wissenschaftsgeschichte.
Der Sitz der Akademie folgt nicht mehr wie früher dem jeweiligen Präsidenten, sondern befindet sich seit 2007 samt Bibliothek auf dem Gelände der Villa Torlonia in Rom.
Die Akademie umfasst 40 reguläre Mitglieder und darüber hinaus ehemalige reguläre Mitglieder (älter als 70 Jahre und mindestens 5 Jahre reguläres Mitglied) sowie 25 ausländische Mitglieder.
Zu den auswärtigen Mitgliedern gehörten unter anderem Carl Friedrich Gauß, Antoine Lavoisier, Pierre-Simon de Laplace, Georges-Louis Leclerc de Buffon, Joseph Priestley, Joseph Banks, Wilhelm Herschel, Marie Jean Condorcet, Karl Wilhelm Scheele, Benjamin Franklin, Heinrich Wilhelm Olbers, Johann Elert Bode, Jérôme Lalande, Nevil Maskelyne, Humphry Davy, René-Just Haüy, Jean-Baptiste Delambre, Peter Pallas, Franz Xaver von Zach und Heinrich Wilhelm Olbers.
Die Akademie vergibt verschiedene Auszeichnungen wie die Matteucci-Medaille, die Medaglia dei XL per la Matematica, eine Medaille für Physik/Naturwissenschaften und den Domenico Marotta Preis für Medizin.
Zurzeit (2014) gehören zu den Mitgliedern Enrico Bombieri, Carlo Rubbia, Enrico Arbarello, Orazio Svelto, Ugo Amaldi, Luciano Maiani, Edoardo Vesentini, Giorgio Parisi und Corrado de Concini.